# تشارلي كاو
تشارلي كاو (بالصينية: 曹查理) هو ممثل صيني، ولد في 24 مارس 1950.

## وصلات خارجية
- تشارلي كاو على موقع IMDb (الإنجليزية)
- تشارلي كاو على موقع قاعدة بيانات الفيلم (الإنجليزية)